# Convenio Sociolaboral Simón Rodríguez
El Convenio Sociolaboral Simón Rodríguez (CSR) es un tratado suscrito por los gobiernos de Bolivia, Colombia, Ecuador, Perú y Venezuela. El objetivo es proponer y debatir iniciativas en los temas vinculados al ámbito sociolaboral (fomento del empleo, la formación y capacitación laboral, la salud y seguridad en el trabajo, la seguridad social, las migraciones laborales entre otros) en el ámbito de acción subregional concertada, asimismo se podrá definir y coordinar las políticas comunitarias. Forma parte del Sistema Andino de Integración (SAI).
Participan, en igualdad de número y condiciones, como máxima instancia del convenio los Ministros de Trabajo de los Países Miembros, así como los representantes del Consejo Asesor de Ministros de Trabajo y de los Consejos Consultivos Empresarial y Laboral Andinos.
El convenio fue firmado el año 1973 y modificado en el año 1976. 
Fue reformulado luego de más de dos años trabajos desplegados por el Consejo Asesor de Ministros de Trabajo de la CAN por un mandato especial de parte del Consejo Presidencial Andino reunido en Cartagena de Indias de mayo de 1999. El 23 de junio de 2001 se suscribe en Valencia, Venezuela el Protocolo Sustitutorio del Convenio Simón Rodríguez que sustituye los textos del original.
El protocolo sustitutorio fue ratificado por Perú el 5 de febrero de 2002, por Ecuador el 14 de abril de 2003, por Bolivia el 2 de diciembre de 2004, por Venezuela el 2 de diciembre de 2004, por Colombia el 2 de junio de 2015. Entró en vigencia en fecha 12 de junio de 2015, quedando abierto a la adhesión del cualquier otro país asociado a la Comunidad Andina.